# حمام حسین‌آباد نقش رستم
حمام حسین‌آباد نقش رستم مربوط به اواخر دوره تیموریان است که در شهرستان مرودشت، بخش مرکزی، دهستان نقش رستم، روستای حسین‌آباد نقش رستم ساخته شده و این اثر در تاریخ ۳۰ بهمن ۱۳۸۶ با شمارهٔ ثبت ۲۰۹۴۸ به‌عنوان یکی از آثار ملی ایران به ثبت رسیده است.